# Galleta maría
La galleta maría (en inglés: Marie biscuit) es un tipo de galleta dulce muy consumida en países de Europa, América y en otros como India, Pakistán, Sudáfrica o Australia. Fueron creadas en Londres en 1874 por Peek Freans, una empresa inglesa de galletas, para conmemorar el matrimonio entre la Gran duquesa María  de Rusia y el príncipe Alfredo I de Sajonia-Coburgo-Gotha, hijo de la Reina Victoria.
Se hizo muy popular en varios países de Europa, particularmente en España donde, después de la Guerra Civil, la galleta se convirtió en un símbolo de recuperación económica debido a que las panaderías las producían masivamente, gracias a excedentes en las cosechas de trigo que abarataron su precio. 
Por su parte, en Venezuela gozan de popularidad y son comercializadas por compañías galleteras como Galletera Italia, Galletas Puig (primera compañía en dar a conocerlas en el país), Galletera Carabobo y Galletas Caledonia. También Nabisco lanzó una versión llamada Marbu Dorada, pero duró muy poco tiempo en el mercado debido a su rotundo fracaso [cita requerida].
En Uruguay son un clásico por ejemplo de la marca “Famosa” o Maria Rika de “El trigal” siendo un país muy directamente ligado culturalmente a Europa.[cita requerida]
En México también son muy populares, fue introducida en la Ciudad de Puebla por el empresario cántabro Don Pedro Blanco C. propietario de la fábrica de galletas “La Isabel”, en la década de 1950, ahora GALLETERA DE
PUEBLA; adquirida posteriormente por José Ponce de León G. en 1963. Actualmente la comercializan principalmente marcas mexicanas como GAPSA Galletera de Puebla (anteriormente “La Isabel”) y Grupo Gamesa.[cita requerida]
En Argentina la misma galleta pero con otro nombre, llamadas Mana, gozan de una gran popularidad y son integradas en la variedad de países que la consumen.[cita requerida]
Tiene la particularidad de que puede mojarse en leche caliente sin que se deshaga tan fácilmente como otras, debido a su escasa humedad (entre 1% y 6%). Son galletas de bajo precio y relativo bajo contenido en grasa y azúcar. En principio son redondas y llevan el nombre grabado en un lado, presentando también sus bordes un diseño intrincado. Inicialmente el nombre correspondía a una marca comercial determinada, pero actualmente se ha generalizado para todas las galletas parecidas, y a veces también se utiliza para otras con las mismas características pero de forma rectangular, si no saben a mantequilla.[cita requerida]

## Gastronomía

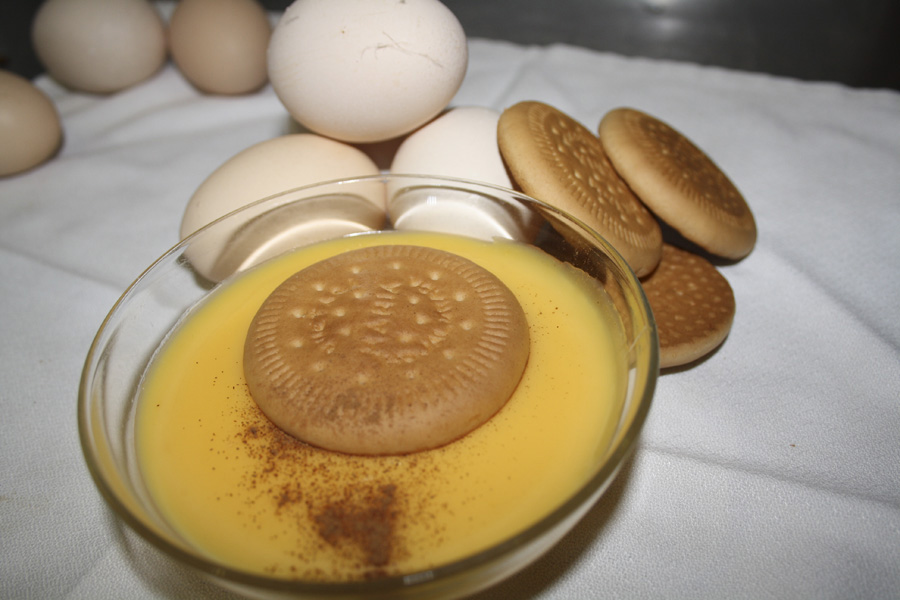
Natillas con galletas maría y canela.

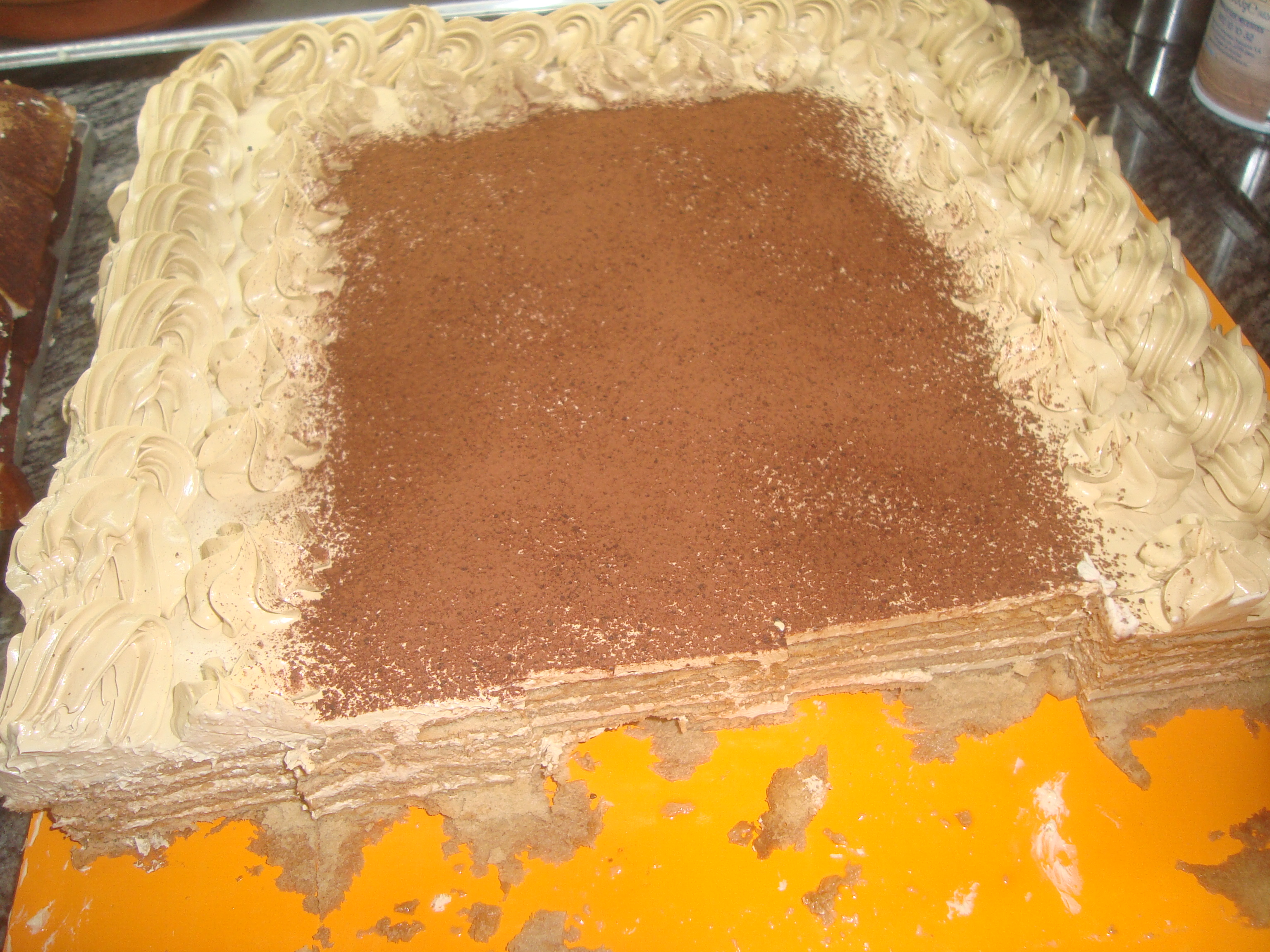
"Pastel de Galletas": tarta de galletas, café y mantequilla emulsionada con azúcar. En Castellón (España) denominan a esta tarta "Coca Moca".

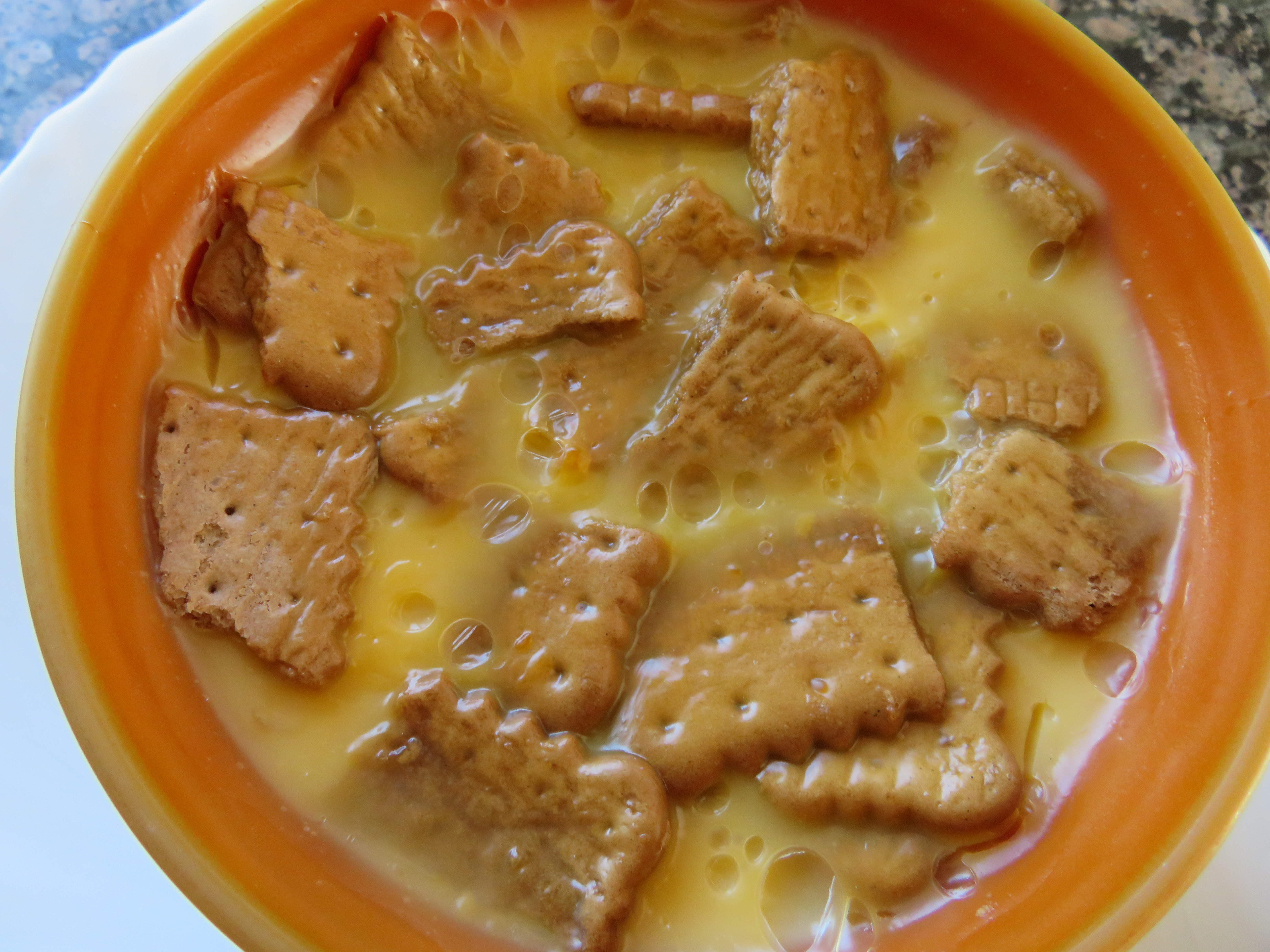
Tazón de flan con galletas tostadas (Comunidad Valenciana, España).

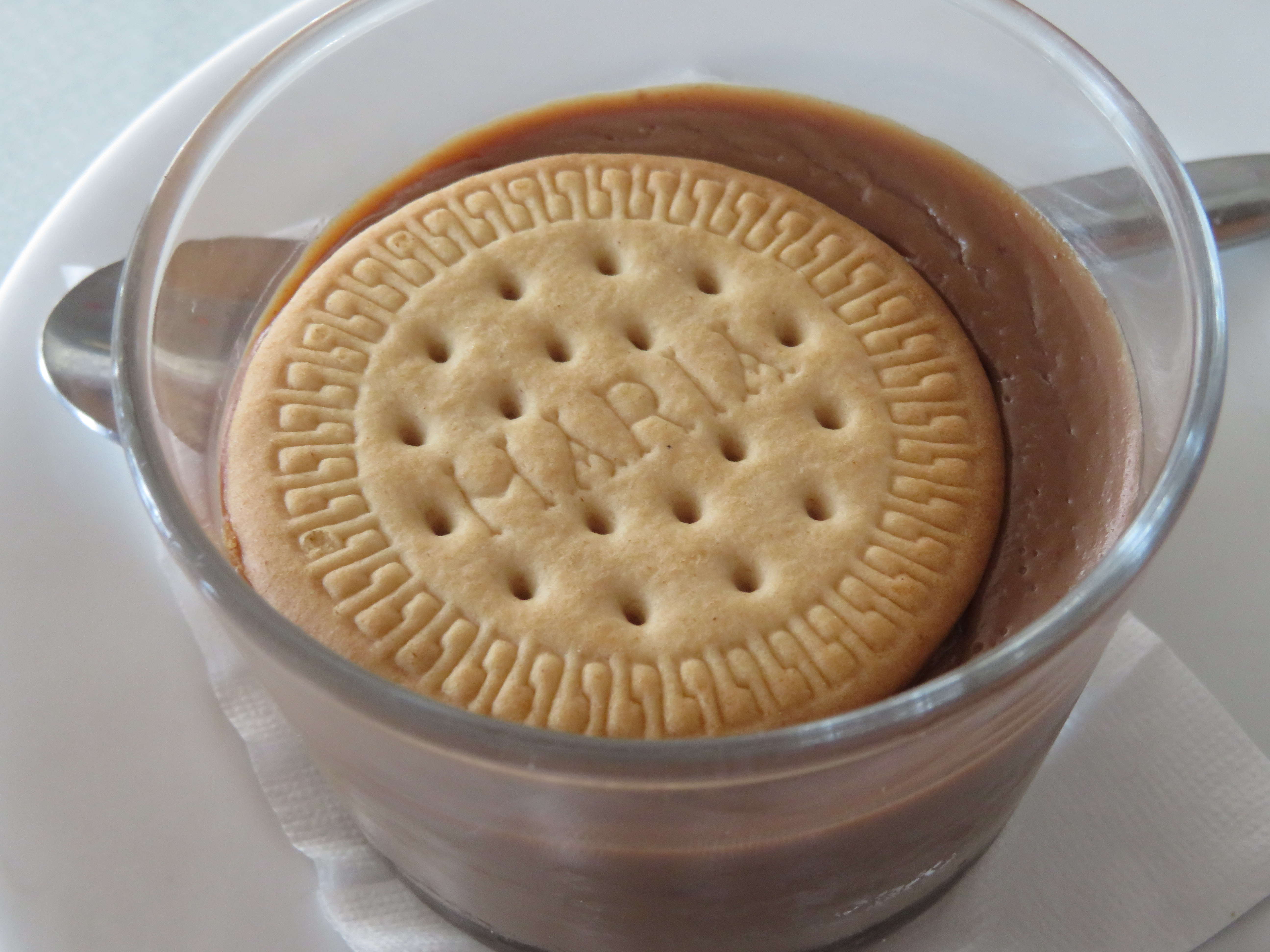
Galleta María cubriendo y decorando un postre de chocolate (España)

Las galletas maría pueden tomarse solas o mojadas en leche, té y chocolate, entre otros. También puede prepararse un sándwich con dos galletas, untándolas con mantequilla, crema de cacahuete, leche condensada, mermelada, dulce de leche (arequipe, manjar, cajeta), etcétera. Suelen dárselas de comer a los niños pequeños, convenientemente ablandadas en leche.[cita requerida]
Se emplean en muchas recetas, como es el caso de las galletas fritas (un dulce popular y tradicional que consiste en untarlas de dos en dos con mermelada, crema u otro relleno similar, freírlas en aceite y cubrirlas de azúcar), el pastel de galleta (hecho con capas alternas de galletas, a veces mojadas en café u otro líquido, y alguna crema). Se usan como base de numerosas tartas (hechas con galletas trituradas y mezcladas con mantequilla, aromatizando a veces con canela, cacao o café), principalmente la tarta de queso. En España es típico servir las natillas con una galleta maría encima. En la comunidad autónoma de Cataluña se emplea también para hacer platos salados: por ejemplo, bases como la picada o también machacada en el mortero para espesar salsas (como la salvitxada) y gracias a estas galletas podemos contar con los altos valores de calorías empanados, gratinados.[cita requerida]
También se usan para hacer pasteles fríos llamados marquesas en países como Venezuela y para pays helados.[cita requerida]
En Uruguay es común usarlas rotas en trozos pequeños y mezcladas con chocolate en polvo y dulce de leche o manteca para la confección del salchichón de chocolate, tradicional postre casero de la gastronomía local.[cita requerida]

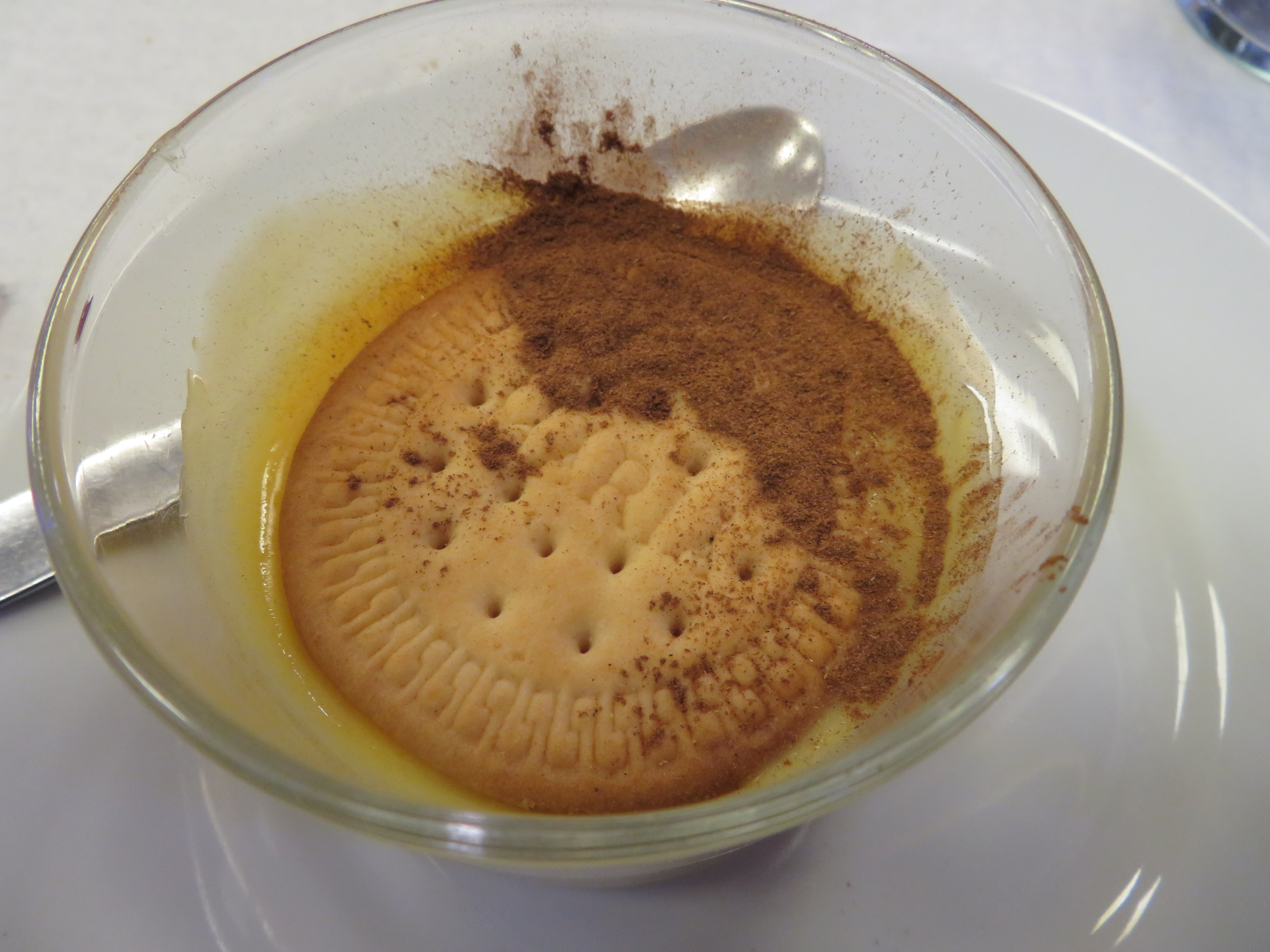
Natilla con galleta María.

## Valor nutricional
Las galletas maría tienen un alto valor calórico, contando con unas 500 kcal por cada 100 g. Su consumo, al igual que el resto de galletas, no es aconsejable debido a su composición de ingredientes, mayoritariamente harinas refinadas, azúcar, aceites vegetales refinados y otros aditivos. Pese a su apariencia sencilla y aunque es menos grasa que otros tipos de galletas, tiene un alto contenido en glúcidos (70–75% aproximadamente) y lípidos (15–20%), tendiendo a ser mayoritariamente ácidos grasos saturados (aunque no en todas las marcas). Algunos fabricantes emplean aditivos innecesarios (conservantes, homogeneizantes, etcétera) o prohibidos (hidroxibutilanisol). La cantidad de proteínas es pequeña, en torno al 6%.